# ماریو کونتنی
ماریو کونتنی (انگلیسی: Mario Kontny؛ زادهٔ ۷ آوریل ۱۹۵۳) بازیکن فوتبال اهل آلمان است.
از باشگاه‌هایی که در آن بازی کرده‌است می‌توان به باشگاه ورزشی وردر برمن اشاره کرد.